# Collotheca ferox
Collotheca ferox är en hjuldjursart som först beskrevs av Penard 1914.  Collotheca ferox ingår i släktet Collotheca och familjen Collothecidae. Inga underarter finns listade i Catalogue of Life.